# Pehuajó
Pehuajó es una ciudad ubicada en el interior de la Provincia de Buenos Aires, más precisamente en la zona oeste del interior de la misma. Es cabecera del partido homónimo. 

## Ubicación
Se encuentra en el noroeste de la provincia de Buenos Aires, a 365 km de Buenos Aires, en el borde occidental de la Pampa húmeda, en la cuenca del río Salado, en una zona de máximo hundimiento del basamento cristalino, y el terreno no tiene pendiente, por lo que en épocas de muchas lluvias, o por crecientes de los ríos de la Pampa Alta (San Luis y Córdoba), principalmente el río Quinto, hacen que la cuenca del Salado desborde, y que vastas zonas productivas agrícolo-ganaderas se vean perjudicadas por graves inundaciones, incluso con formaciones de lagunas y bañados (humedales).

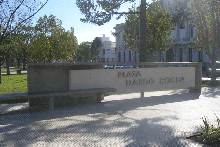
Plaza Dardo Rocha.

## Toponimia
El topónimo es de origen guaraní y significa "terreno pantanoso" o "estero profundo" (ajó significa pantano, lodazal). El nombre le fue dado tras 1875 a la ciudad principal tras la batalla de Pehuajó (una de las de la guerra de la Triple Alianza) por gente que participó en esa batalla. Se cree que se debe a que el término se coincide bastante con el suelo de la zona de esa localidad bonaerense que tomó ese nombre. En esa batalla participó el Dr. Dardo Rocha, quién posteriormente fue gobernador de la Provincia de Buenos Aires y fundador de la colonia agrícola y pueblo de Pehuajó.

## Economía

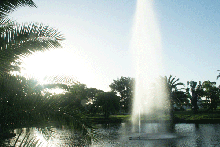
Fuente Parque San Martín.

Actúa como un centro prestador de servicios a un área rural que se caracteriza por la producción de ganado vacuno, cereales y oleaginosas. El sector servicios incluye la comercialización de ganado y de cereales y posee una distribuidora de combustibles. Su población constituye el 75% del total del partido. Está ubicada junto al FCDFS (ahora Ferroexpreso Pampeano) y en la intersección de las RN 5, que comunica la ciudad de Buenos Aires con Santa Rosa del Toay, y RN 226.

## Cultura
El nombre de esta localidad es muy conocido por ser mencionado en la canción infantil Manuelita, de María Elena Walsh. Junto a la entrada de la ciudad, sobre la Ruta nacional 5, se encuentra una estatua dedicada a ese personaje.

## Población
Cuenta con 44,783 habitantes (Indec, 2022), lo que representa un incremento del 43,4% frente a los 31,233 habitantes (Indec, 2010) del censo anterior.
| Gráfica de evolución demográfica de Pehuajó entre 1895 y 2022 |
|                                                               |
| Fuentes: INDEC                                                |

## Historia
A la llegada de los españoles en el siglo XVI la zona estaba dispersamente poblada por la etnia cazadora-recolectora de los Het (llamados «pampas» por los españoles y luego por los criollos), en el siglo XVIII aprovechando la merma demográfica que sufrieron los Het, irrumpieron desde el centro sur del actual Chile los mapuches (conocidos por los europeos durante mucho tiempo como «araucanos»), la mixogénesis de mapuches con hets y cautivas dio origen al grupo Ranculche ("ranquel") que se mantuvo dominando el territorio hasta mediados de los 1870.
En los años 1880, se forma una colonia agrícola «Las Mellizas», y se fue fraccionando para la fundación de un pueblo. La fundación de Pehuajó data del 3 de julio de 1883.
Los primeros pobladores blancos de la zona fueron inmigrantes procedentes principalmente de Italia y España que se establecieron a la vera de las lagunas «Sal» y «Rocha». Allí nació el paraje Las Mellizas que, en 1883, fue escogido por el gobierno bonaerense para establecer una colonia agrícola y fundar el pueblo de Pehuajó.

La creación del partido se aprobó en 1889 y su crecimiento estuvo ligado a la llegada del FF.CC.
Dos batallas y dos campañas militares se registran para esa época, cuyos efectos afectan con la naciente comunidad de «Las Mellizas». En la laguna «Cabeza de Buey» (Bolívar), tiene lugar en 1872, la batalla de San Carlos, donde se enfrentan las fuerzas nacionales contra 4.000 indígenas (sin armas de fuego) al mando de los loncos (jefes) Calfucurá, Manuel Namuncurá, Pincén y otros bravos. En esa batalla, resulta vencido Calfucurá y quebrado, pero no destruido, el poder defensivo de los pueblos originarios. La otra es la batalla de La Verde, en 1874, con motivo de una revolución. Hombres de «Las Mellizas» participaron en la lucha, ya sea con las tropas leales o las revolucionarias.
La 1.ª de las campañas militares que repercutió en «Las Mellizas», fue consecuencia de aquellas dos batallas: con la de San Carlos se debilitó el poder de los aborígenes, y en La Verde se consolidó la presidencia de Nicolás Avellaneda. Su Ministro de la Guerra, Adolfo Alsina, ejecutó su plan de población del territorio usurpado, y avanzar la Frontera Oeste hasta la línea Italó- Trenque Lauquen-Guaminí-Carhué-Puán (recorrido aproximado de la Zanja de Alsina). 
Las Mellizas quedó dentro de la frontera y comenzó a trabajar y crecer con un ritmo asombroso.
La 2.ª campaña militar, que eliminó las fronteras internas dentro del territorio nacional, fue conducida por el general Julio Argentino Roca entre 1879 y 1880. Se produce, entonces, una de las situaciones más favorables para atraer la inmigración. Entonces el asentamiento de Las Mellizas dejó de ser una peligrosa avanzada en los confines de la Frontera Oeste, y los esforzados inmigrantes forman el pueblo incipiente.
El capitán Dardo Rocha, del Combate de Pehuajó',  entre el 29 de enero y el 31 de enero de 1866, en la guerra del Paraguay; realizó como gobernador una de sus más preciadas obras de gobierno, al crear el nuevo pueblo en el lugar visitado personalmente «Las Mellizas» en 1881. Para esa visita, el Dr. Dardo Rocha viajó en el tren del Ferrocarril del Oeste hasta la terminal, que desde 1877 estaba en Bragado, y luego en galera, con recambio de caballos en Nueve de Julio.
Pehuajó es entonces homenaje de evocación al Combate de Pehuajó, en la Guerra del Paraguay. Pehuajo significa Estero Profundo en la lengua de los guaraníes.
Por iniciativa del senador Rafael Hernández que, en 1888, funda «Nueva Plata», partido de Pehuajó (conocido como pago hernandiano), en homenaje a su hermano José quien muere el 21 de octubre de 1886 en sus brazos, sufriendo un ataque de diabetes, la nomenclatura de las calles y plazas del nuevo pueblo de Pehuajó, se efectuó basándose en los nombres de poetas y escritores. Y este importante acto cultural no solo fue aceptado con orgullo por los habitantes de Pehuajó, sino que parece haber signado desde el inicio a la comunidad pehuajense, para el respeto a los hombres de letras y a las más altas expresiones de la cultura.

Esta ciudad de Pehuajó fue fundada por un decreto, por un arado y por un libro. El decreto se debió al gobernador Dardo Rocha; el arado lo empuñaron los colonos de Las Mellizas y el libro - que le confiere al hecho fundador una distinción universal - fue escrito por Rafael Hernández en 1896...
José Hernández, Prólogo. En "Pehuajó - Nomenclatura de las calles". 2a ed. Pehuajó: Intendencia Municipal, Secretaría de Cultura, Educación y Difusión

...en las calles de la ciudad, se rinde, por primera vez en la República, justo y emocionado agradecimiento a los poetas de la Revolución de Mayo.
José Hernández, Prólogo. En "Pehuajó - Nomenclatura de las calles". 2a ed. Pehuajó: Intendencia Municipal, Secretaría de Cultura, Educación y Difusión

Rafael Hernández, hermano del autor de Martín Fierro, fue el primer presidente del Concejo Deliberante de Pehuajó y quien impulsó la ley que estableció que todas las calles de la localidad llevaran nombres de poetas argentinos, convirtiendo a la ciudad en la única con estas características. Dichos poetas fueron: Juan Manuel de Lavardén, Cayetano Rodríguez, Pantaleón Rivarola, Juan Ramón Rojas, Esteban de Luca y Patrón, Juan Gualberto Godoy, Juan Crisóstomo Lafinur, Florencio Varela, Juan María Gutiérrez, Esteban Echeverría, Marcos Sastre, Hilario Ascasubi, Juana Manuela Gorriti, Claudio Mamerto Cuenca, José Rivera Indarte, Florencio Balcarce, José Mármol, Facundo de Zuviría, Estanislao del Campo, José Hernández, Andrés González del Solar, Juan Chassaing, Carlos Encina y Adolfo Mitre. Las plazas también continuaron la idea de homenajear a esos modestos pero eficaces obreros de la nacionalidad Argentina, como los llamó Rafael Hernández en el discurso a los alumnos del distrito de Pehuajó; y así se encontraban las plazas que recordaban a Vicente López y Planes, Carlos Guido y Spano y Olegario Víctor Andrade.
En 1969 ocurrió un desborde de la laguna La Salada la cual resultó en la inundación de una parte de Pehuajó.

## Clima
El clima es templado húmedo intermedio entre el continental y el oceánico, con Tº en verano (hacia enero) entre 10 °C a 15 °C por las noches, 27 a 35 °C durante el día. En invierno son frecuentes las heladas, con Tº mínimas de unos pocos grados bajo cero. Las precipitaciones promedio son de 1000 mm al año. El récord absoluto de temperatura mínima para esta ciudad bonaerense es de -9,6 °C (14 de junio de 1967). 
| Parámetros climáticos promedio de Pehuajó Aero (1991–2020) | Parámetros climáticos promedio de Pehuajó Aero (1991–2020) | Parámetros climáticos promedio de Pehuajó Aero (1991–2020) | Parámetros climáticos promedio de Pehuajó Aero (1991–2020) | Parámetros climáticos promedio de Pehuajó Aero (1991–2020) | Parámetros climáticos promedio de Pehuajó Aero (1991–2020) | Parámetros climáticos promedio de Pehuajó Aero (1991–2020) | Parámetros climáticos promedio de Pehuajó Aero (1991–2020) | Parámetros climáticos promedio de Pehuajó Aero (1991–2020) | Parámetros climáticos promedio de Pehuajó Aero (1991–2020) | Parámetros climáticos promedio de Pehuajó Aero (1991–2020) | Parámetros climáticos promedio de Pehuajó Aero (1991–2020) | Parámetros climáticos promedio de Pehuajó Aero (1991–2020) | Parámetros climáticos promedio de Pehuajó Aero (1991–2020) |
| Mes                                                        | Ene.                                                       | Feb.                                                       | Mar.                                                       | Abr.                                                       | May.                                                       | Jun.                                                       | Jul.                                                       | Ago.                                                       | Sep.                                                       | Oct.                                                       | Nov.                                                       | Dic.                                                       | Anual                                                      |
| ---------------------------------------------------------- | ---------------------------------------------------------- | ---------------------------------------------------------- | ---------------------------------------------------------- | ---------------------------------------------------------- | ---------------------------------------------------------- | ---------------------------------------------------------- | ---------------------------------------------------------- | ---------------------------------------------------------- | ---------------------------------------------------------- | ---------------------------------------------------------- | ---------------------------------------------------------- | ---------------------------------------------------------- | ---------------------------------------------------------- |
| Temp. máx. abs. (°C)                                       | 42.8                                                       | 37.6                                                       | 37.0                                                       | 33.8                                                       | 30.4                                                       | 25.2                                                       | 27.7                                                       | 36.0                                                       | 32.6                                                       | 40.0                                                       | 36.6                                                       | 38.6                                                       | 42.8                                                       |
| Temp. máx. media (°C)                                      | 29.8                                                       | 28.5                                                       | 26.5                                                       | 22.3                                                       | 18.2                                                       | 14.9                                                       | 14.2                                                       | 17.0                                                       | 19.3                                                       | 22.1                                                       | 25.8                                                       | 28.8                                                       | 22.3                                                       |
| Temp. media (°C)                                           | 23.0                                                       | 21.6                                                       | 19.4                                                       | 15.5                                                       | 11.9                                                       | 8.8                                                        | 7.8                                                        | 9.9                                                        | 12.5                                                       | 15.7                                                       | 19.0                                                       | 21.9                                                       | 15.6                                                       |
| Temp. mín. media (°C)                                      | 16.2                                                       | 15.1                                                       | 13.3                                                       | 10.0                                                       | 7.1                                                        | 4.0                                                        | 3.0                                                        | 4.3                                                        | 6.5                                                        | 9.9                                                        | 12.7                                                       | 14.9                                                       | 9.8                                                        |
| Temp. mín. abs. (°C)                                       | 5.4                                                        | 4.5                                                        | -0.5                                                       | -2.4                                                       | -5.7                                                       | -7.1                                                       | -7.5                                                       | -6.6                                                       | -5.8                                                       | -1.6                                                       | -1.8                                                       | 4.0                                                        | -7.5                                                       |
| Precipitación total (mm)                                   | 116.0                                                      | 91.3                                                       | 128.6                                                      | 91.2                                                       | 55.3                                                       | 25.1                                                       | 23.8                                                       | 32.0                                                       | 57.3                                                       | 109.0                                                      | 102.1                                                      | 109.0                                                      | 940.7                                                      |
| Días de precipitaciones (≥ 0.1 mm)                         | 8.3                                                        | 7.1                                                        | 8.3                                                        | 7.5                                                        | 5.3                                                        | 4.6                                                        | 4.9                                                        | 4.1                                                        | 6.1                                                        | 9.3                                                        | 8.1                                                        | 8.7                                                        | 82.2                                                       |
| Humedad relativa (%)                                       | 68.0                                                       | 73.0                                                       | 75.8                                                       | 77.7                                                       | 81.0                                                       | 80.4                                                       | 78.5                                                       | 73.8                                                       | 70.8                                                       | 72.9                                                       | 68.5                                                       | 65.6                                                       | 73.8                                                       |
| Fuente: Servicio Meteorológico Nacional                    |                                                            |                                                            |                                                            |                                                            |                                                            |                                                            |                                                            |                                                            |                                                            |                                                            |                                                            |                                                            |                                                            |

Humedad relativa promedio anual: 77%